# Georges François Reuter
Georges François Reuter (Paris, 30 de novembro de 1805 — Genebra, 23 de maio de 1872) foi um naturalista, botânico e colecionador de plantas francês.

## Vida
Inicialmente gravador, em 1835 mudou de profissão e dedicou seu tempo e energia à botânica. A partir de 1835 trabalhou como curador do herbário de Augustin Píramo de Candolle, e 1841-1849, ele foi curador do herbário de Pierre Edmond Boissier. Ele também colaborou com Boissier em vários projetos que incluíram várias viagens de coleta de plantas. De 1849 até sua morte, ele foi diretor do jardim botânico em Genebra.
Em 1838, o gênero botânico Reutera foi nomeado em sua homenagem por Boissier.

## Trabalhos publicados
- "Diagnoses plantarum novarum hispanicarum praesertim in Castella nova lectarum" (com Pierre Edmond Boissier), 1842.
- Essai sur la végétation de la Nouvelle Castille, 1843 - Ensaio sobre a vegetação da New Castile.
- "Pugillus plantarum novarum Africae borealis Hispaniaeque australis" (com Pierre Edmond Boissier), 1852.
- Quelques notes sur la végétation de l'Algérie, 1852 - Algumas notas sobre a vegetação da Algeria.
- Catalogue des plantes vasculaires qui croissent naturellement aux environs de Genéve, 1861 - Catálogo de plantas vasculares nativas dos arredores de Genebra.[6]